# Büroservice
Büro-Service, auch Office-Service oder Sekretariatsservice genannt, ist die Dienstleistung eines Unternehmens, für andere Unternehmen Büroarbeiten zu übernehmen, insbesondere typische Tätigkeiten eines Sekretärs.

## Service
Über die Leistungen eines Schreibbüros hinausgehend wird zumindest Telefonservice angeboten. Das Angebot kann über allgemeine Bürotätigkeiten wie Korrespondenz und andere Kommunikation hinaus Leistungen bis hin zur Buchführung umfassen.
Sofern die Dienstleistung nicht in Räumen des Kunden erbracht wird, wird sie auch als Virtual Office bezeichnet, also als virtuelles Büro des Kunden. Der Begriff geht wohl auf Chris Kern zurück, der ihn 1983 in einer Zeitschrift erstmals verwendet haben will.
Dabei können insbesondere zwei Arten von Büro-Service unterschieden werden:
- Zum einen die Bereitstellung einer Geschäftsadresse (Domizil-Service) in meist exklusiven Stadtlagen. Unter dieser Geschäftsadresse werden die anfallende Korrespondenz abgewickelt und auch Besprechungsräume bereitgestellt. Hierbei werden vom Auftragnehmer also eher repräsentative Funktionen übernommen.
- Spezialisierte Büroservice Unternehmen bieten unterschiedlich große Büroflächen mit der entsprechenden Infrastruktur wie Büromöbel, Telekommunikations- und Internetanschlüsse an. Die Vermietung der kleinen Büroeinheiten erfolgt für Stunden, Monate oder Jahre.
- Zum anderen Outsourcing von Bürotätigkeiten, die vom Auftraggeber bisher selbst erledigt wurden.

Weitere Dienstleistungen können z. B. gemeinschaftlich (mit anderen Mietern) genutzte Meetingräume oder Technikräume sein.
Die meisten Anbieter von virtuellen Büros befinden sich in Großstädten, wo oftmals die Mieten für Büros hoch sind, aber das Prestige einer Geschäftsadresse zählt, wie in New York, London, Hongkong, Berlin, Frankfurt, Düsseldorf.

## Vorteile
Vor allem in wirtschaftlich schlechten Zeiten ist die Inanspruchnahme eines Büro-Services von großem Vorteil: Kosten fallen nur für tatsächlich erbrachte Leistungen an. Fixkosten werden somit minimiert und das Unternehmen bleibt flexibel. Somit kann ein Unternehmer in Spitzenzeiten gewisse Aufgaben an einen Anbieter eines Büro-Services auslagern. Gewissenhafte und seriöse Anbieter stellen gewisse Anforderungen an ihre Kunden (Stichwort Postadresse). Somit wird versucht, unseriöse „Briefkasten-Firmen“ auszusondern.